# Христо Коджабашев
Христо Димитров Коджабашев е български театрален и филмов актьор.

## Биография
Роден е на 14 декември 1888 г. в София. Завършва театралната школа „Масе“ в Париж през 1911 – 1912 г.
Работи в Русенския драматичен театър (1915 – 1922 г., 1923 – 1924 г., 1925 – 1926 г.), Варненския театър (1924 – 1925 г.) и Пловдивския театър (1927 – 1928 г.). През периода 1928 – 1961 г. е в трупата на Народния театър „Иван Вазов“.
Умира на 18 февруари 1981 г. в София.

## Награди и отличия
- Заслужил артист.
- Народен артист (1974).
- Орден „Кирил и Методий“ – I степен.
- Орден „Народна република България“ – I степен.

## Театрални роли
- Восмибратов – „Лес“ от Александър Островски
- Брабанцио – „Отело“ от Уилям Шекспир
- Жан Дювал – „Дамата с камелиите“ от Александър Дюма-син
- Дядо Благой – „Зидари“ от Петко Тодоров
- Паркър – „Ветрилото на лейди Уиндърмиър“ от Оскар Уайлд
- Патриархът – „Към пропаст“ от Иван Вазов
- Бай Цанко – „Под игото“ от Иван Вазов
- Ляпкин-Тяпкин – „Ревизор“ от Николай Гогол
- Добри – „Иванко“ от Васил Друмев
- Княз Тогоуховски – „От ума си тегли“ от Александър Грибоедов
- Ферапонд – „Три сестри“ от Антон Чехов[1]

ТВ театър
- „Предложението“ (1977) (Георгий Никитин)

## Филмография
| Година | Филми                     | Копродукции         | Роля                          |
| ------ | ------------------------- | ------------------- | ----------------------------- |
| 1952   | Данка                     |                     | Драгоманина                   |
| 1944   | Българо-унгарска рапсодия | България / Унгария  | Боян Найденов, бащата на Надя |
| 1940   | Те победиха               |                     | Щерьо                         |
| 1937   | Страхил войвода           | България / Германия |                               |
| 1936   | Грамада                   |                     | дядо Анто                     |
| 1931   | Песента на Балкана        |                     |                               |
| 1931   | Безкръстни гробове        |                     | дядо Камен                    |